# Iridopsis superscripta
Iridopsis superscripta är en fjärilsart som beskrevs av W. Warren 1907. Iridopsis superscripta ingår i släktet Iridopsis och familjen mätare. Inga underarter finns listade i Catalogue of Life.